# Hans Joachim von Mellenthin
Hans Joachim Wilhelm Ernst von Mellenthin (Schivelbein/Hinterpommern, 25 marzo 1887 – Kiel, 12 giugno 1971) è stato un militare tedesco, distintosi come ufficiale della Kaiserliche Marine imbarcato sui sommergibili durante la prima guerra mondiale, dove venne decorato con l'Ordine Pour le Mérite. Nel corso del conflitto affondò 57 navi, per un totale di 154.662 GRT, e ne danneggiò altre 7, per un totale di 31.556 GRT.

## Biografia
Nacque a Schivelbein/Hinterpommern il 25 marzo 1887, all'interno di una famiglia nobiliare della Pomerania, figlio di Anton, giudice distrettuale prussiano, e di Antonie Hackert.
Intrapresa la carriera militare entrò nella Kaiserliche Marine il 1 aprile 1906, con il grado di guardiamarina. Allo scoppio della prima guerra mondiale fu istruttore nella 1ª Divisione torpediniere. Il 23 agosto 1914 fu inviato a Costantinopoli a prestare servizio presso la Marina ottomana come ufficiale silurista, imbarcato sull'incrociatore torpediniera Berk-i Satvet dal 6 settembre dello stesso anno. A bordo del Berk-i Satvet  partecipò, il 29 ottobre, al bombardamento del porto russo di Novorossijsk nel Mar Nero, nel corso del quale furono danneggiate diverse navi russe e la britannica Friederike, e poi alla scorta delle navi trasporto truppe a Trabzon. Dopo che la sua nave colpì una mina russa il 2 gennaio 1915 e dovette essere messo fuori servizio per le riparazioni per un lungo tempo, egli divenne comandante di una torpediniera turca partecipando alla battaglia dei Dardanelli.
Dall'agosto 1915 iniziò l'addestramento per il comando degli U-Boot presso la scuola sommergibilisti, navigando sull'SM UB 1 e fu promosso Kapitänleutnant il 13 luglio 1916. Il 29 agosto 1916 assunse il comando del nuovo sottomarino SM UB 43 con il quale affondò 19 navi in sette missioni. Lasciò il comando l'8 aprile 1917 per assumere quello del più grande SM UB 49 il 28 giugno 1917 presso il cantiere Blohm + Voss di Amburgo. Trasferitosi nel Mar Mediterraneo con la sua unità, affondò altre 39 navi in sette missioni di pattugliamento e fu insignito dell'Ordine Pour le Mérite il 25 febbraio 1918. Il 9 settembre lo UB 49 subì danni ed entrò nel porto spagnolo di Cadice. Le autorità spagnole volevano internare il sottomarino e l'equipaggio, ma egli riuscì a fuggire da Cadice con il sottomarino il 6 ottobre. Lasciò il comando dello UB 49 il 12 giugno dello stesso anno, passando a quello del nuovo sommergibile posamine SM U 120 il 31 agosto successivo. Immesso in servizio questa sottomarino, completò le prove in mare, ma la fine della guerra impedì ogni ulteriore missione bellica.
Il 18 novembre 1918 venne messo a disposizione dell'Ispettorato dei sottomarini. Dopo la rivoluzione di novembre del febbraio 1919, si unì al Freikorps von Loewenfeld come comandante di compagnia nel battaglione d'assalto. Dopo essere stato messo a disposizione del comando di Kiel a metà novembre 1919, fu accettato nella Reichsmarine provvisoria il 7 gennaio 1920. Inizialmente servì come tenente di bandiera e vice comandante della semi-flottiglia della 1ª Flottiglia dragamine del Mar Baltico.
Il 16 ottobre 1920 fu trasferito alla posizione di aiutante dell'Ispettorato dell'Istruzione della Marina Militare. Il 10 maggio 1922 fu messo a disposizione per la stazione navale del Mar Baltico e si ritirò dal servizio attivo il 31 luglio 1922 con il grado di Korvettenkapitän. Lasciato il servizio militare si impegnò nel commercio con il Sud America, e nel 1923 emigrò in Colombia, dove divenne un allevatore di successo e piantatore di caffè. Investì la sua ricchezza in platino  e ritornò in Germania dopo 16 anni. Qui acquistò la tenuta di Wittenhagen nel 1940 e poco dopo anche il vicino dominio di Conow.
Nel corso dei preparativi per l'inizio della seconda guerra mondiale fu messo a disposizione della Kriegsmarine il 1 agosto 1939. Gli fu assegnato il personaggio di Fregattenkapitän il 27 agosto, in occasione del 25º anniversario della battaglia di Tannenberg. Dopo lo scoppio della guerra fu per un breve periodo al comando del posamine Hansestadt Danzig dal 14 settembre al 12 ottobre 1939. Fu quindi messo a disposizione e congedato. Solo dopo la fine della battaglia sul fronte occidentale e l'occupazione della Francia fu nuovamente richiamato in servizio dal 1 luglio 1940 con l'istituzione della Vorpostenboot dell'Atlantico. Il 26 luglio divenne consulente dello staff del capo dei trasporti marittimi e ricevette la nomina effettiva per il suo grado il 20 agosto. In quanto tale fu Capo di stato maggiore dell'arsenale di Gotenhafen dal 1 gennaio 1941 al 31 dicembre 1942. In quella data il suo provvedimento di mobilitazione venne annullato ed egli posto in congedo.
Il marito della figliastra Gottliebe von Kalnein, Heinrich Graf von Lehndorff, si nascose con la famiglia nelle foreste di Conow nel 1944 perché minacciato di arresto a causa del suo coinvolgimento nell'attentato di Hitler. Uno dei forestali che lavoravano lì denunciò il suo nascondiglio, dopodiché il conte von Lehndorff fu arrestato e successivamente giustiziato. Solo in aprile, poco prima che l'Armata Rossa si avvicinasse, lui e e sua moglie fuggirono ad Amburgo. Nel 1950, con la famiglia, ritornò in Colombia per dieci anni, dove acquistò l'Hacienda Tolu e ricominciò a lavorare nel settore dell'allevamento del bestiame. Si spense a Kiel il 12 giugno 1971, e secondo le sue volontà fu tumulato nella città, vicino al Mar Baltico. In precedenza aveva lasciato in eredità il dominio di Conow e la tenuta di Wittenhagen a sua moglie Sophie von Boddien.
Nel comune di Heikendorf, nel Circondario di Plön, si trova anche il memoriale degli U-Boot Möltenort, eretto su sua iniziativa e che commemora i circa 30.000 membri degli equipaggi di sottomarini che hanno perso la vita in entrambe le guerre mondiali, la cui tomba è il mare.

### Annotazioni
1. ↑  I suoi genitori si erano sposati il 24 ottobre 1879.

### Fonti
1. 1 2 3 4 5 6 7 8 9  U-Boat.
2. ↑  Wolf 2003, p. 121.
3. ↑  Karl 2017, p. 120.
4. ↑  Wolf 2003, p. 257.